# AH-1Z Viper
AH-1Z Viper (denumit și „Zulu Cobra”) este un elicopter de atac bimotor folosit de infanteria marină a Statelor Unite ale Americii. AH-1Z este o variantă modernizată a elicopterului Bell AH-1 SuperCobra.